# 謝聰敏
謝聰敏（1934年5月2日—2019年9月8日），臺灣政治人物，《台灣人民自救宣言》起草人，前民主進步黨立法委員。

## 經歷
謝聰敏畢業於國立臺灣大學法律學系。他於1964年在其為國立政治大學政治學研究所研究生時，參與彭明敏、魏廷朝的《台灣人民自救宣言》起草，表明台灣前途由人民自決；9月20日，三人因此被捕並以叛亂罪嫌起訴。謝聰敏掛腳鐐被槍決前，獲雷震、田朝明醫師與田孟淑夫婦及美國駐中華民國大使館共同營救。
謝聰敏被羈押於臺灣警備總司令部保安處六張犁看守所期間，曾與江炳興同囚一室。1965年4月8日，謝聰敏被判有期徒刑十年，為當中最重者。其政大指導教授鄒文海說，謝把責任全部攬下來，他們也無能為力，實在無從幫起。1970年出獄之後，謝聰敏又於1971年因台北花旗銀行爆炸案被誣為台獨暴力事件而與魏廷朝、李敖等一同被捕，為最後一次入獄。1981年，謝聰敏擔任台灣人公共事務會副會長。
1986年11月30日，謝聰敏、林水泉與許信良自日本成田機場搭機，意圖闖關回到台灣，最後因國泰航空拒絕讓他們三人登機而無法成行。在台灣，支持群眾在桃園機場外聲援抗議，是為桃園機場事件。
1998年7月11日，謝聰敏指控，曾有民進黨籍立法委員擔任司法行政部調查局（法務部調查局前身）線民；此言在隔日登上《台灣日報》頭條，民進黨無回應。謝聰敏說，他曾爭取擔任立法院司法委員會召集人以便作為徹底整頓調查局業務範圍的根據，某民進黨籍立法委員卻一再阻撓，他暗中調查才發現此人是調查局線民。

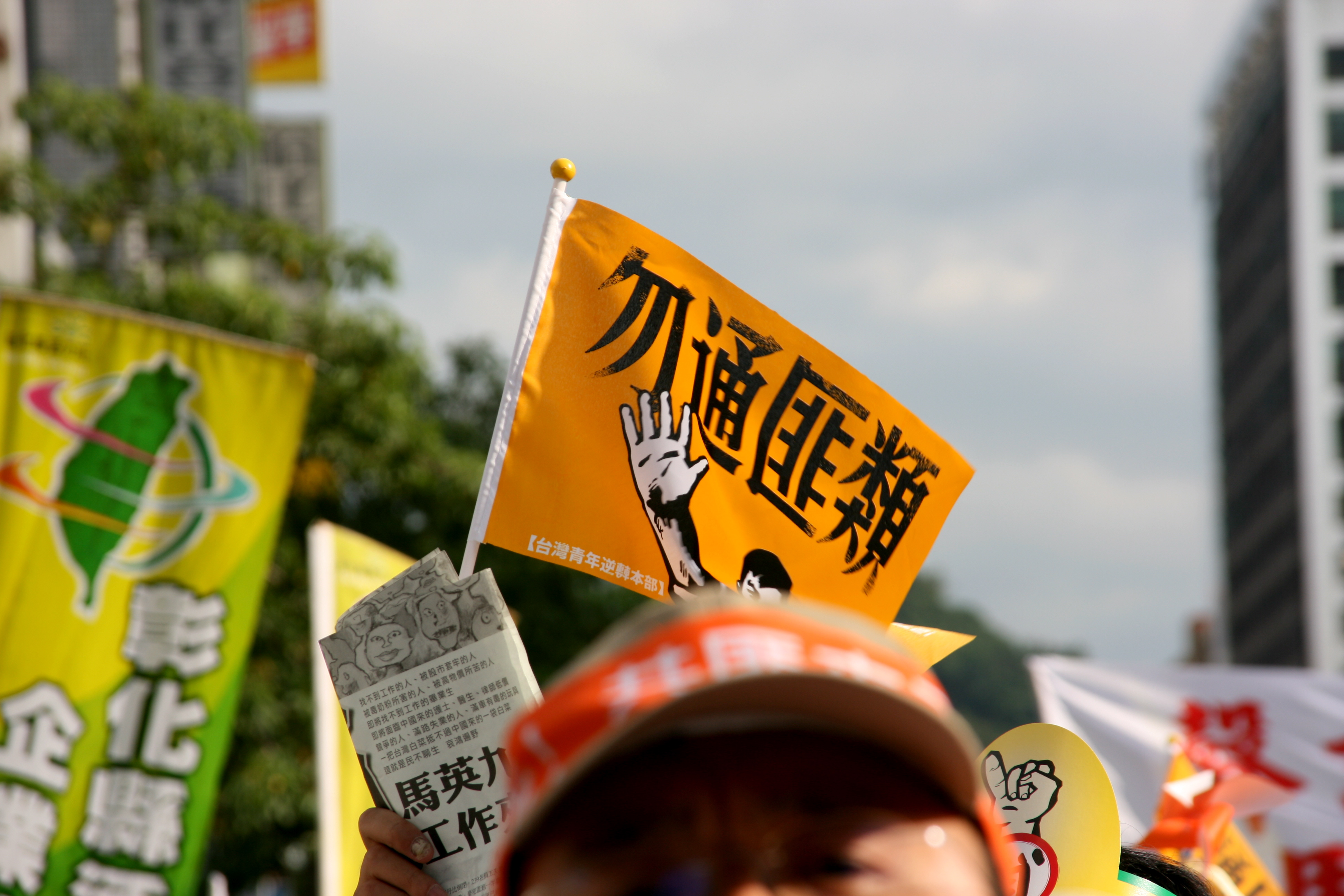
謝聰敏抨擊，李登輝提出的台灣經濟及社會問題應該受到重視，民進黨卻要捏死這種聲音，證明民進黨「表面上要打倒蔣介石，卻都在學蔣介石」。

2000年政黨輪替、陳水扁政府上台執政後，謝聰敏擔任總統府國策顧問。2007年4月，謝聰敏曾參與「公審蔣介石」活動。2008年1月4日，謝聰敏在以聲援台灣團結聯盟為主旨的「挺台聯，正本土」記者會中抨擊，台聯精神領袖李登輝提出的台灣經濟及社會問題應該受到重視，民進黨卻要捏死這種聲音，證明民進黨「表面上要打倒蔣介石，卻都在學蔣介石」。
2009年，謝聰敏與白色恐怖政治受難者團體指臺灣警備總司令部當年發布的臺灣省戒嚴令未依法按級呈報代理總統李宗仁、再由李宗仁提交立法院追認，因此依法無效；還說，中國國民黨政府依無效的戒嚴令侵害部分人士的人身自由及財產權，司法院大法官卻不受理釋憲，他們要求監察院彈劾大法官、糾舉大法官失職。2010年，監察委員黃煌雄等提出調查報告指出，1948至1949年有三次戒嚴令，1949年5月20號發佈的第二次戒嚴令是否有依《戒嚴法》第3條送立法院追認無從考究；1949年11月22日第三次的戒嚴令如未經總統宣告發布（李宗仁當時並不在中華民國境內，不可能簽字公告，不符《中華民國憲法》第39條規定），形式要件不完整，法定程序有瑕疵，則戒嚴令因欠缺形式法效而失效，軍事審判機關的審判權就有瑕疵，戒嚴時期因案被宣告沒收之財產「恐須重新審酌」，當然也會發生其後的救濟問題；但最終相關法律的認定是司法院大法官。謝聰敏等人對監察院的調查結果感到振奮，他們表示，自己因為在戒嚴時期遭到軍法審判而坐牢，如果監委認定戒嚴令有瑕疵，那麼當時的審判就站不住腳，他們將根據這項調查報告向司法院大法官聲請釋憲、爭取平反及冤獄賠償。
2011年4月21日，謝聰敏與張富忠、許龍俊、陳鳳馨、尹乃菁、鄭麗文及蔡詩萍出席2011年民主進步黨總統提名選舉參選人許信良競選總部舉辦的「文人、資深媒體人、民權人士挺許信良記者會」，呼籲「重審許信良，釋放台灣人」。
2016年2月26日，謝聰敏披露，戒嚴時期，台獨聯盟日本本部委員長辜寬敏早就被司法行政部調查局海外工作組副組長鄒紓予疏導回台灣投降，司法行政部調查局以辜寬敏壓制台獨，辜寬敏結合司法行政部調查局出賣他、李敖與魏廷朝，此事讓金美齡讚嘆不已、讓擅長辯論的李敖也說不出話來；台獨聯盟的歷史刊物刪除台南美國新聞處爆炸案與台北花旗銀行爆炸案，不敢刊登李敖的受難，只誇大辜寬敏投降的「工作成績」；他向監察院控告司法院大法官瀆職不敢解釋長期戒嚴違憲，監察院支持「戒嚴違憲論」，國民黨與民進黨都不敢面對轉型正義的現實執行憲法。
2019年9月9日，經綠營人士透露，謝聰敏已於前一日（9月8日）中午病逝於林口長庚醫院，享壽85歲。
2019年9月21日，台灣基督長老教會艋舺教會舉行謝聰敏追思告別禮拜，總統蔡英文親臨頒發褒揚令，褒揚令全文：

總統府前國策顧問、立法院前立法委員謝聰敏，恢奇閎達，果毅周慮。少歲卒業國立臺灣大學法律學系，旋入政治大學政治研究所攻讀，廣博思想言論視野，豐厚多元前瞻謀維，沉潛濬瀹，秀出班行。復倡言興革開放作為，張拓黨外運動空間；暢申自由平等奧旨，弘宣代議體制精蘊，竭智殫誠，振筆疾聲；淵謨高掌，直抒胸臆，雖二度身陷囹圄亦未改其志。嗣膺選連任第二、三屆立法委員，協成政治受難者平反，悉心補償條例提案，持論著聞，求理弗遷。近歲積極投注公共事務，落實基本人權保障；獻力社會轉型正義，踐履普世主流價值，時長意篤，明效大驗。綜其一生，執秉菁英份子殊能良知，見證臺灣民主發展歷程，紓籌建讜，當艱彌奮；材猷丹衷，蓬島名傳。遽聞溘然傾逝，悼惜曷勝，應予明令褒揚，用示軫念宿耆之至意。

總　　　統　蔡英文　　　　

行政院院長　蘇貞昌